# Luis Romero Basart
Luis Romero Basart  (Cuba, 1893 - ¿?) fue un militar español que participó en la guerra civil española a favor de la República y enrolado en el anarquismo durante la guerra.

## Biografía
Militar africanista, sirvió durante varios años en las tropas indígenas de Marruecos, y desde muy pronto mostró su postura revolucionaria. En 1929, destinado en el Sáhara Español, fue arrestado por su actitud antimonárquica. Perteneció también a la Aviación militar.
El 26 de junio de 1936, con rango de teniente coronel, el Gobierno le nombra jefe de las tropas indígenas de Larache en previsión de una posible sublevación. Cuando en julio se produce el alzamiento Romero Basart se opone, pero la falta de apoyos le hace huir al Marruecos francés. Pasa después al territorio español controlado por la República en donde es destinado a la oficina de mando de Aviación.
El 22 de septiembre de 1936 sustituye a Sánchez Paredes al frente de la comandancia militar de Málaga, siendo nombrado poco después coronel. Su actitud en Málaga fue bastante discutida, ya que en vez de intentar controlar a las fuerzas revolucionarias se puso de parte de estas, siguiendo una política anarquista. Esta postura le hizo merecedor de una gran fama en la provincia, aunque tuvo enfrentamientos contra las distintas autoridades civiles que querían restablecer el orden. 
El 4 de noviembre es sustituido por Simón Calcaño al frente de la comandancia, siendo destinado al Estado Mayor de las fuerzas aéreas como jefe de la sección de Operaciones. Continuó con su labor revolucionaria, escribiendo en periódicos anarquistas, lo que le trajo la animadversión de Prieto opuesto a toda propaganda política por parte de militares. Por ello, el 10 de julio de 1937, y aprovechando que dejó sin permiso su puesto en Madrid, fue expulsado del ejército.
Se dirigió entonces a Cataluña, en donde se convirtió en asesor militar del consejo regional de la CNT catalana. 
Se exilió al finalizar la guerra. En 1943 volvió a España, siendo juzgado por un tribunal militar que lo condenó a cadena perpetua.
Tenía un hermano, Pedro, que luchó con los rebeldes.